# ドラマUR「引っ越し先は団地になりまして」
ドラマUR「引っ越し先は団地になりまして」（ドラマユーアール「ひっこしさきはだんちになりまして」）は、2015年12月1日よりJ:COM〈関西エリア〉ほか関西地区のケーブルテレビにて放送されている5分間のテレビドラマである。全12回。同年12月8日からは、当番組の公式サイトなどでもネット配信を行っている。
当番組のキャッチフレーズは「主演は、団地です。」。
京都市に本拠とする劇団及び企画集団であるヨーロッパ企画が、UR都市機構とコラボして制作したドタバタコメディータッチのホームドラマ＆ヒューマンドラマである。UR都市機構が管轄する大阪府内の6つの団地がドラマの舞台となっている。

## あらすじ
とある団地に引っ越してきた大家族の団田一家。団田一家は父の転勤が多い関係で、その度に団地を転々としてきた。
父は「今度はしばらく大丈夫だから」と家族をなだめつつも、団田一家は引っ越し先の団地ライフを満喫する。しかし、団地に馴染むか馴染まないかというタイミングで、父の転勤で再び引っ越しすることになる。短期間での引っ越しに、父は家族からブーイングを受けるが…。

## 出演
レギュラー出演者は、吉川莉早を除いて全てヨーロッパ企画メンバー
- 永野宗典
- 石田剛太
- 酒井善史
- 角田貴志
- 諏訪雅
- 土佐和成
- 中川晴樹
- 西村直子
- 本多力
- 吉川莉早

### ゲスト出演
- 第1話 - 筋原章博（大阪市大正区長）
- 第2話 - 大畠智弘（大広）・新村雅人（大広）
- 第3話 - 村角ダイチ
- 第4話 - 城之内コゴロー

## 主題歌
「団地がふるさと」 作詞：諏訪雅、作曲：waka*、歌：成人少女 中上夕海

## スタッフ
- 脚本 - 永野宗典・石田剛太・西垣匡基
- 撮影・編集 - 山口淳太
- 音楽 - waka*
- 録音 - 猪奥誠喜
- MA - 森原健晃（Tonic Function）
- 助監督 - 黒木正浩・橋本尚和・杉浦訓大・向井咲絵
- ヘアメイク - 松村妙子
- Web - 吉兼和之（プラスデザインカンパニー）
- 監督 - 永野宗典・諏訪雅・西垣匡基
- 制作 - UR都市機構・大広・オポス

## サブタイトル
| 各話  | 初回放送日     | ネット配信開始日 | サブタイトル             | 脚本     | 監督     | 舞台となった団地   |
| ----- | -------------- | ---------------- | ------------------------ | -------- | -------- | ------------------ |
| 第1話 | 2015年12月 1日 | 2015年12月 8日   | 団地の匂い               | 永野宗典 | 永野宗典 | 千島団地           |
| 第2話 | 2015年12月 8日 | 2015年12月15日   | 団田家の引っ越しパーティ | 永野宗典 | 永野宗典 | 千島団地           |
| 第3話 | 2015年12月15日 | 2015年12月22日   | 団地の恋～るり子の場合～ | 石田剛太 | 諏訪雅   | サンヴァリエ針中野 |
| 第3話 | 2015年12月22日 | 2015年12月29日   | 団地の恋～まゆ子の場合～ | 石田剛太 | 諏訪雅   | サンヴァリエ針中野 |

## 放送局・ネット配信

### ケーブルテレビ
当番組は、J:COM〈関西エリア〉にて下記の日程で放送している。
- 本放送 - 毎週火曜 23:40 - 23:45
- 再放送 - 毎週水曜～月曜 23:40 - 23:45

また、J:COM〈関西エリア〉のほかに、下記に記載されている関西地区のケーブルテレビにおいても放送している。J:COM〈関西エリア〉と同様に火曜日が本放送、水曜日～翌週月曜日が再放送となっている。
- ベイ・コミュニケーションズ
- テレビ岸和田
- 明石ケーブルテレビ

### ネット配信
2015年12月8日から、当番組の公式サイト及びUR賃貸住宅関西のYouTubeチャンネルにて、当番組の無料によるネット配信を行っている。こちらは、上記のケーブルテレビに加入していなくても日本全国から視聴することが可能である。
ネット配信は、ケーブルテレビでの本放送より1週間遅れでの配信となっている。

## その他
- 当番組では、実際に当該団地の住民や団地のクリーンメイト（清掃スタッフ）も出演している[2]。
- 本編の最後には、「このドラマはフィクションです」のテロップ表示に加えて、「快適な生活のため、暮らしのルールを守りましょう」とテロップ表示されている。